# Kind of Love
《Kind of Love》，是日本樂團Mr.Children的第2張專輯。1992年12月1日發行。

## 簡介
在前作迷你專輯《EVERYTHING》和7個月發行。與第2張單曲《想擁抱你》同日發售。是Mr.Children第一張真正意義的錄音室專輯，不過官方將《EVERYTHING》定義為首張專輯，所以《Kind of Love》只能算第2張。
專輯內11首歌都是情歌。收錄了同日發售的單曲《想擁抱你》，還有首張單曲《有你的夏天》的c/w曲《Good-bye My Gloomy Days》；《All by myself》後來被用作第3首單曲《Replay》的c/w曲。
當時為了更好地錄音，特意租借了新宿希爾頓酒店的套房兩天，使用當時最先進的硬盤，吉他和貝斯直接連接到計算機進行錄音。
專輯開始發售時的銷量並不高，在Oricon公信榜的最高排行也只有第13位。但是隨著Mr.Children知名度的提高以及人們對他們音樂實力的認同，Mr.Children的舊專輯被視為珍寶，長賣不斷。《Kind of Love》就是其中的典型例子，Oricon入榜時間長達159個星期，在發售後的3年4個月之後的1996年4月29日付的週榜上銷量突破百萬，最終總銷量高達118萬張。是日本史上銷量過百萬的專輯中Oricon最高排行最低的專輯，也是僅有兩張從未進入Oricon前十位但最終銷量過百萬的專輯之一（另外一張是B'z的《BAD COMMUNICATION》，最高第12位）。
這張專輯被視為Mr.Children未成名時期最傑出的專輯，專輯中的《想擁抱你》、《想要變成一顆小星星》等歌曲都是Mr.Children的經典之作。

## 收錄曲目
1. 彩虹的那方（虹の彼方へ）
2. All by myself
3. BLUE
4. 想擁抱你（抱きしめたい）
5. Good-bye My Gloomy Days（グッバイ・マイ・グルーミーデイズ）
6. Distance
7. 在車子裡偷偷地接個吻吧（車の中でかくれてキスをしよう）
8. 思春期的夏天 ～與妳的戀愛至今仍在的牧場～（思春期の夏 〜君との恋が今も牧場に〜）
9. 想要變成一顆小星星（星になれたら）
10. Teenage Dream (I～II)（ティーンエイジ・ドリーム (I〜II)）
11. 哪一天才能和妳一起（いつの日にか二人で）

## 外部連結
- 唱片介紹 （页面存档备份，存于） Mr.Children官方網站